# Hobson (Montana)
Pour les articles homonymes, voir Hobson.
La ville américaine de Hobson est située dans le comté de Judith Basin, dans l’État du Montana. Lors du recensement de 2010, sa population a été estimée à 215 habitants.